# Petita Alemanya
La Petita Alemanya va ser una idea política del segle xix com a solució a la qüestió alemanya que postulava la idea d'una Alemanya unificada que consistia dels membres de la Confederació Germànica liderada per la dinastia Hohenzollern, però excloent l'Imperi Austríac, el qual es trobava unit a Hongria i no desitjava la separació. La inclusió d'Hongria hagués estat una contradicció a la idea d'un estat nacional. La Kleindeutsche Lösung contrastava amb la idea de la Großdeutsche Lösung (solució de la "Gran Alemanya").